# Hypogymnia lugubris
Hypogymnia lugubris är en lavart som först beskrevs av Christiaan Hendrik Persoon, och fick sitt nu gällande namn av Krog. Hypogymnia lugubris ingår i släktet Hypogymnia och familjen Parmeliaceae.   Inga underarter finns listade i Catalogue of Life.